# نوپسرها تستاچیپس
نوپسرها تِستاچِیپِس یک گونه سوسک از خانوادهٔ سوسک‌های شاخک‌دراز است. موریس پیک در سال ۱۹۲۶ این گونه را توصیف و بررسی کرد. این گونه نوع Nupserha testaceipes var. batesi را هم در بر می‌گیرد.